# Eirik Hundvin
Eirik Hundvin poznatiji kao Pytten (Bergen, Norveška, 8. veljače 1950.) norveški je glazbeni producent i inženjer zvuka. Najpoznatiji je kao producent albuma žanra black metal u Norveškoj. Radio je u studiju Grieghallen u Bergenu gdje je surađiviao s umjetnicima kao što su Mayhem, Burzum, Immortal, Gorgoroth, Emperor, Enslaved i Borknagar.
Ihsahn iz skupine Emperor rekao je da pseudonim "Pytten" znači "Lokva blata". Dobio ga je zbog pada u lokvu blata dok je bio dijete.
Hundvin ima kćerku Mia Hundvin koja je rukometašica.

## Producirani albumi
Aeternus
- Beyond the Wandering Moon (1997.)
- ...and So the Night Became (1998.)
- Shadows of Old (1999.)
- Ascension of Terror (2001.)
- A Darker Monument (2003.)
- HeXaeon (2006.)

Borknagar
- Borknagar (1996.)

Burzum
- Burzum (1992.)
- Aske (1993.)
- Det som engang var (1993.)
- Hvis lyset tar oss (1994.)
- Filosofem (1996.)
- Dauði Baldrs (1997.)
- Hliðskjálf (1999.)
- Belus (2010.)
- Fallen (2011.)
- Umskiptar (2012.)

Dark Fortress
- Profane Genocidal Creations (2003.)

Desekrator
- Metal for Demons (1998.)

Djevel
- Norske ritualer (2016.)

Einherjer
- Dragons of the North

Emperor
- In the Nightside Eclipse (1994.)
- Reverence (1997.)
- Anthems to the Welkin at Dusk (1997.)

Enslaved
- Vikingligr Veldi (1994.)
- Frost (1994.)
- Eld (1997.)
- Monumension (2001.)
- Below the Lights (2003.)
- Isa (2004.)

Gaahlskagg
- Erotic Funeral (2000.)

Gorgoroth
- Pentagram (1994.)
- Antichrist (1996.)
- Under the Sign of Hell (1997.)
- Destroyer (1998.)

Hades Almighty
- ...Again Shall Be (1994.)
- The Dawn of the Dying Sun (1997.)
- Millenium Nocturne (1999.)

Helheim
- Jormundgand (1995.)
- Av norrøn ætt (1997.)
- Yersinia Pestis (2003.)

I
- Between Two Worlds (2006.)

Immortal
- Immortal (1991.)
- Diabolical Fullmoon Mysticism (1992.)
- Pure Holocaust (1993.)
- Battles in the North (1995.)
- All Shall Fall (2009.)

Malsain
- They Never Die (2005.)

Mayhem
- De Mysteriis Dom Sathanas (1994.)

Mork Gryning
- Maelstorm Chaos (2001.)

Obtained Enslavement
- Witchcraft (1997.)
- Soulbright (1998.)

Ostavia Sperati
- Wintet Enclosure (2005.)

Old Funeral
- Devoured Carcass (1991.)

Örth
- Nocturne Inferno (2017.)

Ov Hell
- The Underworld Regime (2010.)

Satyricon
- Now, Diabolical (2006.)

Taake
- Nattestid ser porten vid (1999.)
- Over Bjoergvin graater himmerik (2002.)
- Hordalands doedskvad (2005.)

Thorium
- Ocean of Blasphemy (2000.)

Trelldom
- Til et annet... (1999.)
- Til minne... (2007.)

Ulvhedin
- Pagan Manifest (2004.)

Windir
- Arntor (1999.)